# Gornji Oštri Vrh Ozaljski
Gornji Oštri Vrh Ozaljski is een plaats in de gemeente Ozalj in de Kroatische provincie Karlovac. De plaats telt 9 inwoners (2001).